# Айт, Несипбек Турысбекулы
Несипбек Айтулы (имя при рождении — Несипбек Турысбекулы Айт; каз. Несіпбек Тұрысбекұлы Айт; (22 сентября 1950, Шауешекский район, Специальный административный район Тачэн, Восточный Туркестан — 16 октября 2023) — казахский поэт, переводчик, журналист. Заслуженный деятель Казахстана (2011), лауреат Государственной премии Республики Казахстан (2012).

## Биография
Родился 22 сентября в 1950 года в Тарбагатайском крае, СУАР, Шауешекский район, село Теректи-Какпатас (КНР).
В 1962 году вернулся на историческую родину с родителями и окончил среднюю школу в селе Баршатас Чубартауского района Семипалатинской области.
В 1974 году окончил факультет журналистики Казахского государственного университета им. Кирова.
Трудовую деятельность начал в газете «Жаңа өмір» Чубартауского района.
С 1974 по 1984 годы — заведующий отделом поэзии республиканского журнала «Балдырган», редактор в издательстве «Жалын».
С 1984 по 1994 годы — литературный советник председателя Союза писателей Казахстана.
С 1995 по 1996 годы — директор Ассоциации «Акын».
С 1997 по 2001 годы — заведующий критическим отделом газеты «Қазақ әдебиеті» и заведующая отделом поэзии в журнале «Жұлдыз».
С 2001 года и до конца жизни — старший научный сотрудник Евразийского Национального университета им. Л. Н. Гумилева и Центра культуры Президента Республики Казахстан.
Являлся директором Государственного музея имени Сакена Сейфуллина в Астане.

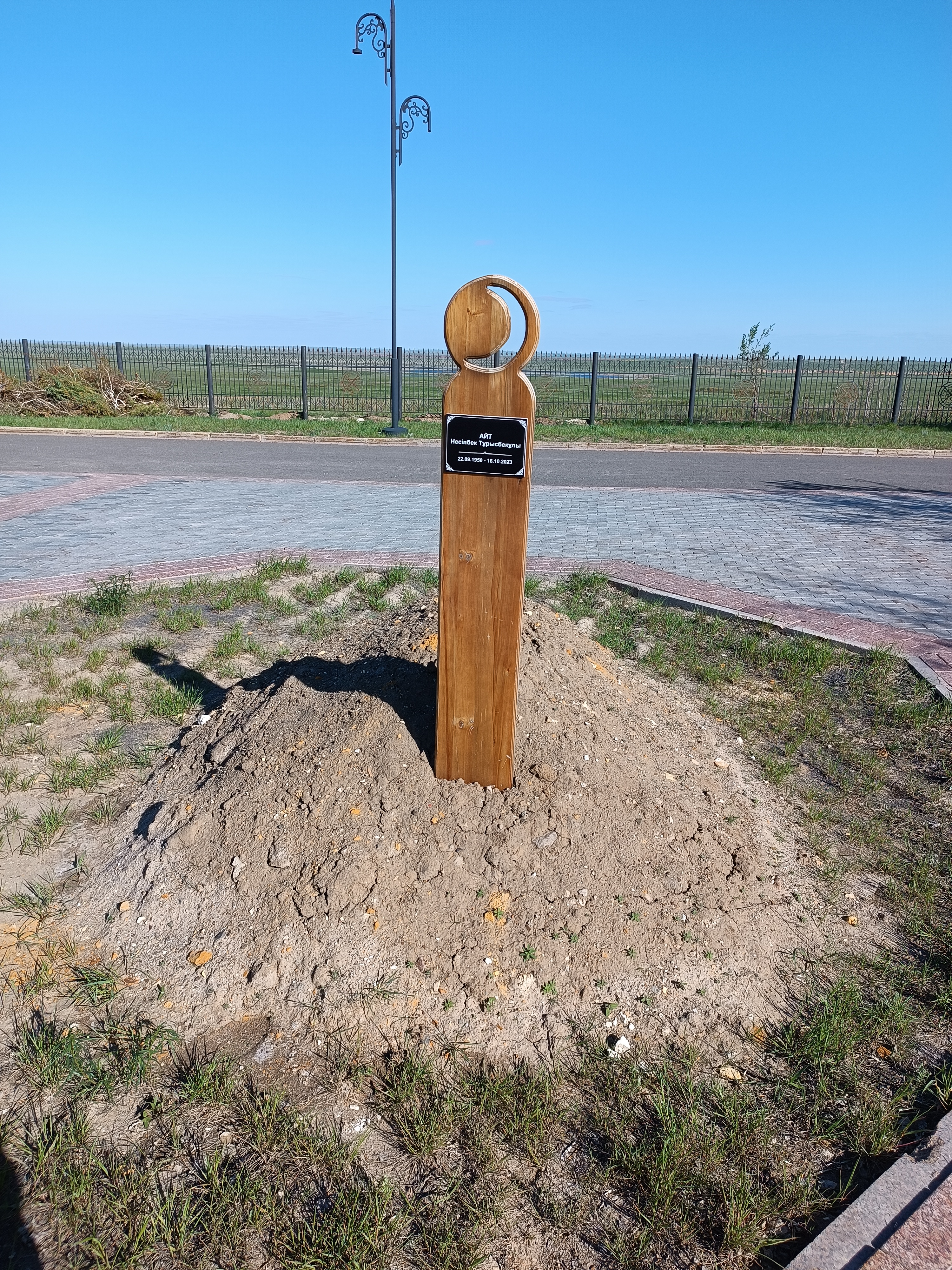

Скончался 16 октября 2023 года.

## Творчество
Первое литературное произведение «Балалық» вышло в свет в 1965 году в газете «Жаңа өмір», а первая книга «Қозыкөш» — в 1974 году.
Несипбек Айтов автор сборников «Дыхание весны», «Первый путь», «Слово об отце», «Эхо времени» и других. В 1988 году был издан его сборник стихов «Серебряный сундучок» на русском языке, который адресован читателям младшего школьного возраста. По мотивам народной легенды написал поэму «Сарықыз». На ее основе американец Эдуард Розинский создал либретто, а казахстанский композитор Алмас Серкебаев написал музыку к балету.
Под его авторством изданы книги: «Жүректегі жаңғырықтар», «Әке туралы сыр», «Түнделеп ұшқан тырналар», «Рухымның падишасы», «Мұқағали-Желтоқсан», «Бәйтерек»; для детей «Балабақшаға барар жолда», «Желкілдеп өскен құрақтай», «Күміс күйме», «Қартаймайды күн неге?» и др.
Айтов перевел произведения Ж. Амре, Бо Цызю, Дж. Родари, М. Исаковского, А. Барто, С. Михалкова, С. Баруздина, В. Берестова, поэмы «Крепость Александра» А. Навои (1989), «Слово о полку Игореве» (1990). Толгау Несипбека Айтова «Мухтар мен Абыз» завоевал главный приз поэтического конкурса, посвященного 100-летию Мухтара Ауэзова.

## Награды и звания
- 2020 — Благодарственное письмо Президента Республики Казахстан с вручением нагрудного знака «Алтын Барыс» — за значительный вклад в развитие казахской литературы и в связи с 70-летием со дня рождения. (22 сентября)[3]
- 2019 — Орден «Барыс» 3 степени из рук президента РК в Акорде за доблестный труд в национальной литературе.[4][5][6]
- 2016 — Медаль «25 лет независимости Республики Казахстан»[7]
- 2012 — Государственная премия Республики Казахстан в области литературы и искусства за сборник поэм «Арқатірек».[8]
- 2011 — Указом Президента Республики Казахстан от 5 декабря 2011 года награждён почётным званием «Заслуженный деятель Казахстана» за большой вклад в поэзию казахской литературы.
- 2004 — Орден Парасат за выдающийся вклад в развитие отечественной литературы и многолетнюю творческую деятельность.[9]
- Премия Союза писателей Казахстана имени Мукагали Макатаева
- Международная литературная премия имени Жамбыла Жабаева
- Международная литературная премия «Алаш»
- Награждён нагрудным знаком Президента Республики Казахстан «Алтын барыс» и личным благодарственным письмом.
- Награждён правительственными и юбилейными медалями Республики Казахстан и др.
- Почётный гражданин Тарбагатайского и Аягозского районов Восточно-Казахстанской области.[10]